# Heterakiose
Die Heterakiose ist eine Parasitose beim Geflügel, die durch Spulwürmer der Gattung Heterakis ausgelöst wird.

## Krankheitsentstehung und Symptome
Wichtigster Vertreter der Parasitengattung ist Heterakis gallinarum, aber auch andere Arten wie Heterakis brevispiculum, Heterakis dispar oder Heterakis isolonche kommen sowohl bei Hühnern als auch Enten und Gänsen vor. Die Arten besiedeln die Blinddärme.
Die direkte krankheitsauslösende Wirkung von Heterakis gallinarum wird jedoch als relativ gering eingeschätzt. Schwere Infektionen können zwar zu einer Entzündung und Verdickung der Schleimhaut der Blinddärme führen, bleiben aber meist symptomlos. Die größere Bedeutung hat diese Art als Vektor für Histomonas meleagridis bei Hühnervögeln. Dieser Einzeller kann über Eier und Larven der Spulwürmer von Tier zu Tier übertragen werden, sie dienen also als Vektor für den Auslöser der Histomoniasis.
Heterakis isolonche hat bei Hobbyvögeln (vor allem bei Fasanen) dagegen eine höhere krankheitsauslösende Wirkung. Die Art führt zur Bildung von Knoten in der Blinddarmwand, die sowohl die Schleimhaut- als auch Bauchfelloberfläche überragen. In diesen Knoten reifen die Larven zu den Adulten und über ihre lumenseitige Öffnung werden die Eier in das Darminnere abgegeben. Es kann zur Ulzeration der Schleimhaut mit Durchfall und Abmagerung führen und in Beständen auch eine hohe Sterblichkeit verursachen.

## Diagnose und Behandlung
Die Diagnose erfolgt durch Nachweis der Eier im Kot oder durch Nachweis der Würmer bei pathologischen Untersuchungen. Die Unterscheidung der Arten kann anhand der Form des Ösophagus und Länge und Form der Spicula erfolgen.
Zur Behandlung können Piperazinsalze, Levamisol, Flubendazol, Mebendazol oder Fenbendazol eingesetzt werden. Außer bei Heterakis-isolonche-Infektionen ist eine Behandlung jedoch meist unnötig. Größere Bedeutung hat die Bekämpfung in Putenbeständen mit Histomoniasis-Fällen. Hier werden vorzugsweise Hygiene-Maßnahmen, die Trennung von Truthühnern von anderen Geflügelarten und die Entfernung und Entsorgung des Kots durchgeführt. Lässt sich die Histomoniasis-Problematik im Bestand damit nicht lösen, kann eine medikamentöse Behandlung mit Anthelminthika angezeigt sein.
In Fasanenhaltungen mit Heterakis-isolonche-Befall ist eine medikamentöse Behandlung notwendig. Zudem müssen die Ausläufe ausgetauscht werden und Küken auf frischen Untergründen aufgezogen werden.